# Dżafar Abu at-Timman
Dżafar Abu at-Timman (ur. 1881, zm. 1945) – iracki polityk, jeden z przywódców Partii Bractwa Narodowego. 

## Życiorys
Pochodził z rodziny szyickiej. Brał udział w organizacji powstania w Iraku w 1920, przewodził powstańcom działającym nad środkowym Eufratem i gromadził fundusze na walkę przeciwko Brytyjczykom i rozwój irackiego ruchu narodowego. Był zwolennikiem powstania w pełni niepodległego państwa irackiego i wspólnego rządzenia nim przez szyitów i sunnitów. Sprzeciwiał się ustanowieniu brytyjskiego mandatu w Iraku. Po stłumieniu powstania zbiegł do Iranu, skąd powrócił po koronacji Fajsala I na króla Iraku. W 1922 został zmuszony do opuszczenia kraju, gdyż w dalszym ciągu domagał się wyzwolenia Iraku spod brytyjskiej dominacji i demokratyzacji kraju. 
Był jednym z przywódców założonej w 1922 Partii Narodowej, skupiającej głównie wykształconych szyitów z irackich miast, chociaż nadal utrzymywał również kontakty z przywódcami szyickich plemion znad środkowego Eufratu. W 1931 jego organizacja połączyła się z Partią Ludu, której przewodził Jasin al-Haszimi, a następnie zorganizowała masowe protesty przeciwko rządowi Nuriego as-Sa’ida. Dzięki kontaktom at-Timmana z szajchami plemiennymi niektóre z plemion wzięły w nich udział, chociaż nie tak masowo, jak spodziewała się opozycja; główną siłą protestów byli wielkomiejscy robotnicy i rzemieślnicy. Protesty zostały stłumione przez rząd. 
W listopadzie 1933 ogłosił wycofanie się z życia politycznego, co stanowiło dla Partii Bractwa Narodowego cios na tyle znaczący, że kilka miesięcy później jej działacze zdecydowali o samorozwiązaniu organizacji. Jeszcze jednak w tym roku at-Timman zmienił decyzję, przyłączając się do środowiska intelektualistów skupionego wokół gazety "Al-Ahali", krytykującego korupcję, partykularyzm poszczególnych warstw społecznych i funkcjonowanie elit władzy, opierających się na nieformalnych sieciach patronażu. W ramach grupy at-Timman nadal głosił hasła budowania jedności narodowej Irakijczyków i reformy społecznej. W 1935, gdy grupa Al-Ahali postanowiła się zreorganizować i sformalizować, at-Timman wszedł do jej komitetu centralnego razem z Kamilem al-Dżadirdżim i Hikmatem Sulajmanem. Cieszył się największym autorytetem ze wszystkich przywódców grupy.
Również w 1935 at-Timman przystał na plan Hikmata Sulajmana, który doszedł do przekonania, że Al-Ahali powinna siłą obalić rząd Jasina al-Haszimiego, a następnie odgórnie zreformować Irak, wzorując się na działaniach Kemala Atatürka. Członkowie grupy wzięli udział w wojskowym zamachu stanu przeprowadzonym przez gen. Bakra Sidkiego, a następnie weszli do nowego rządu, którego szefem został Sulajman. Sam at-Timman został w nim ministrem finansów. Był przekonany, że ingerencja wojska w życie polityczne będzie krótkotrwała, co obiecywał przed zamachem gen. Sidki. Nadzieje at-Timmana na głęboką reformę kraju nie sprawdziły się. Rozczarowała go również postawa Hikmata Sulajmana, który bardzo szybko zaczął dążyć do władzy autorytarnego. Już w 1937 at-Timman oraz Kamil al-Dżadirdżi wystąpili z rządu, protestując przeciwko postawie premiera, który zrezygnował z reform, których wcześniej domagała się al-Ahali, a po niej współtworzone przez al-Dżadirdżiego Stowarzyszenie Reformy Ludowej (demokratyzacja kraju, wprowadzenie przepisów o płacy minimalnej, ustalenie maksymalnej długości dnia pracy, uchwalenie ustawy o prawach i obowiązkach rolników, wprowadzenie podatku spadkowego oraz podatku liniowego). At-Timman oburzony był dodatkowo faktem, że Sulajman oraz Bakr Sidki brutalnie stłumili powstanie irackich szyitów. 
W latach 1935–1945 był przewodniczącym Izby Handlowej w Bagdadzie.